# جامعة الثقافة الصينية

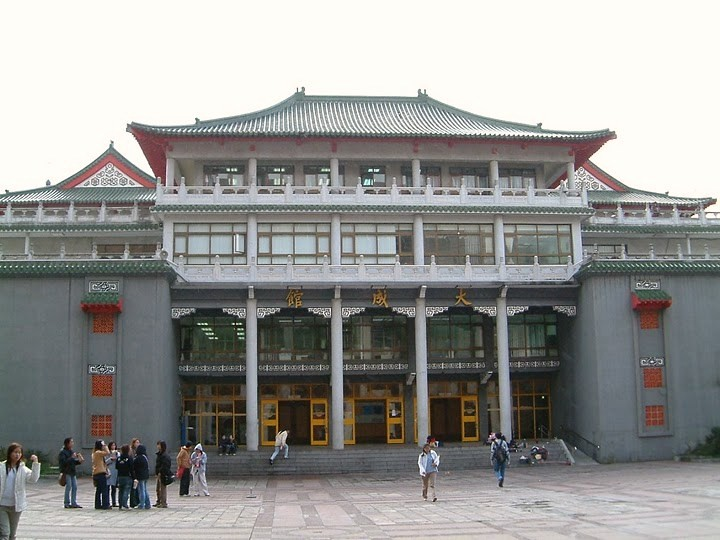
مباني الفصول الدراسية

جامعة الثقافة الصينية هي جامعة خاصة تايوانية تقع في حديقة يانغ مينشغان الوطنية ‏ في مقاطعة شيلين ‏، في تايبيه بتايوان. تأسست الجامعة في عام 1962، وهي واحدة من أكبر الجامعات في تايوان، حيث يبلغ عدد الطلاب المسجلين فيها حوالي 32.000 طالب . لدى الجامعة تعاون وتواصل واسع مع أفضل الجامعات حول العالم.
تأسست الجامعة باسم جامعة الشرق الأقصى في عام 1962 من قبل تشانغ تشي يون ‏، وأطلق عليها الرئيس شيانج كاي شيك اسم كلية الثقافة الصينية في عام 1963. أصبحت باسم «جامعة الثقافة الصينية» عام 1980. تضم الجامعة اثنتي عشرة كلية أكاديمية: الفنون الحرة، واللغات الأجنبية وآدابها، والعلوم الاجتماعية، والعلوم، والهندسة، وإدارة الأعمال، والصحافة والاتصالات، والفنون، والتصميم البيئي، والقانون، والزراعة، والتعليم.

## تاريخ
أعيد تنظيم جامعة الثقافة الصينية عدة مرات. منحت وزارة التعليم الجامعة الإذن بإجراء دراسات في الفلسفة، والصينية، واللغات الشرقية، والإنجليزية، والفرنسية، والألمانية، والتاريخ، والجغرافيا، والأخبار، والفن، والموسيقى، والدراما، والتربية البدنية، والعلوم المحلية، والهندسة المعمارية.

## الكليات
يوجد في الجامعة 12 كلية: الزراعة والفنون وإدارة الأعمال والتعليم والهندسة والتصميم البيئي واللغات الأجنبية والصحافة والإعلام والقانون والفنون الحرة والعلوم والعلوم الاجتماعية. يُصنف قسم إدارة السياحة في المراكز الثلاثة الأولى بين الجامعات في البر الرئيسي للصين وهونغ كونغ وتايوان.

## الموقع
يقع الحرم الجامعي الرئيسي على جبل يانغ مينشغان، ويطل على منطقة تيانمو ‏، ويبعد حوالي 45 دقيقة بالسيارة عن محطة تايبيه الرئيسية. تشتهر المنطقة بمسارات المشي لمسافات طويلة والينابيع الساخنة. تقع الجامعة قبالة الطريق الرئيسي الذي ينتهي بأعلى الجبل حيث يمكن العثور على سوبر ماركت ويلكوم (شركة) ‏، و7-إلفن وستاربكس وموس برغر وماكدونالدز على مدار 24 ساعة. يستأجر العديد من الطلاب شققًا في منطقة القرية الصغيرة هذه وتتوقف حافلات المدينة على طول الطريق الرئيسي.

## متحف هوا كانغ

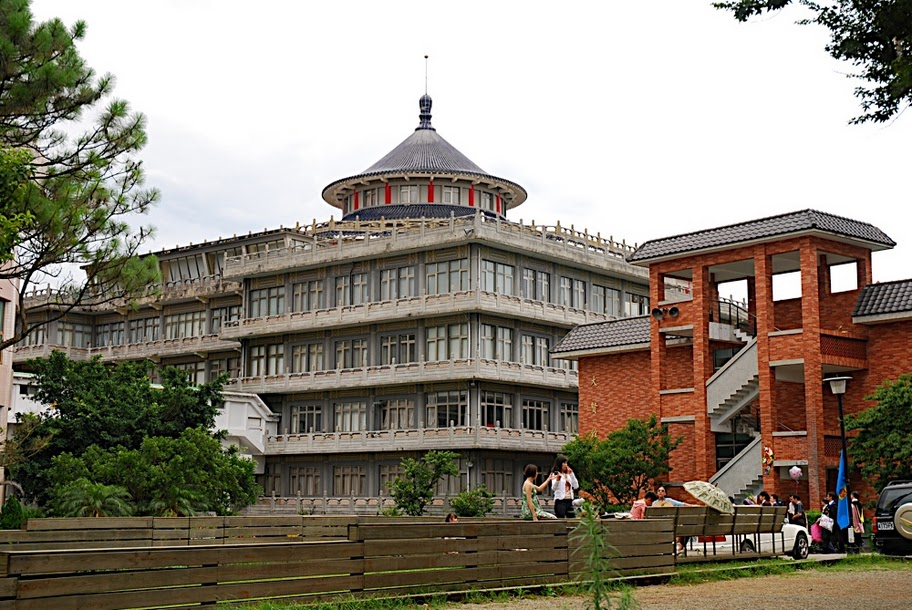

تأسس متحف الجامعة عام 1971، ويسمى أيضًا متحف هوا كانغ، وهو أول متحف شامل من نوعه في تايوان. تتكون مجموعته الدائمة من الخزف الصيني من القرون العديدة واللوحات الصينية الحديثة والأعمال الخطية والفنون الشعبية الصينية والمطبوعات الخشبية. تشمل بعض الأشياء البارزة في المجموعة قطعًا ليانغ مينغ ووو تشي هوي وغيرهما.

## المواصلات
أدى الموقع غير الملائم والمعزول نسبيًا للحرم الجامعي الرئيسي للجامعة إلى تعرض الطلاب والموظفين لمشاكل النقل. بينما تدير الجامعة عددًا من الحافلات المدرسية لنقل أعضاء هيئة التدريس والموظفين والطلاب صعودًا وهبوطًا في الجبل كل يوم، اختار العديد من الطلاب ركوب الدراجات إلى الحرم الجامعي الرئيسي. وقد أدى ذلك إلى ارتفاع عدد الإصابات والوفيات بين الطلاب في كل فصل دراسي. تعمل الحافلات العامة أيضًا بين الحرم الجامعي الرئيسي ووسط مدينة تايبيه. تتوقف هذه الحافلات أيضًا في محطتي قطار. يمكن العثور على خدمة سيارات الأجرة في الحرم الجامعي الرئيسي حيث تنتظر سيارات الأجرة الطلاب والمعلمين أمام المركز الرياضي بالجامعة خلال ساعات النهار.

## الخدمات
للجامعة أربعة فروع في مدينة تايبيه. يقع الحرم الجامعي الرئيسي في جبل يانغ مينشغان وثلاثة أحرام جامعية أخرى أصغر في وسط مدينة تايبيه.

## طلاب السكان الأصليين
يوجد مجتمع كبير من السكان الأصليين في الجامعة مع العديد من الطلاب من جميع أنحاء تايوان، يشاركون في الأنشطة التي تحتفل بثقافاتهم الأصلية.

## الفنون العسكرية
تشتهر الجامعة في تايوان ببرامج فنون الدفاع عن النفس المقدمة في حرم يانغ مينشغان الجامعي. فريق الجامعة للجودو منافس دوليًا وقد فاز عدد من الأعضاء في دورياتهم في البطولات الوطنية والدولية. كما يقدم قسم فنون الدفاع عن النفس دورات في الجو جوتسو اليابانية، والآيكيدو، والكونغ فو.